# サニ・アバチャ・スタジアム
サニ・アバチャ・スタジアムは、ナイジェリアの都市カノにある多目的スタジアム。FIFA U-17ワールドカップやアフリカネイションズカップなどの国際大会が行われた。カノ・ピラーズFCがホームスタジアムとして使用している。

## 名称
スタジアムの名称は、カノ出身のナイジェリア連邦共和国第10代大統領サニ・アバチャに因るものである。